# Championnats d'Océanie de breakdance
Les Championnats d'Océanie de breakdance sont une compétition sportive organisée annuellement par la Fédération mondiale de danse sportive, qui voit s'affronter les meilleurs pratiquants de breakdance d'Océanie .
La première édition de cette compétition continentale a lieu en 2023 à Sydney et est qualificative pour les Jeux olympiques de 2024 à Paris.

## Éditions
| Édition | Année | Lieu   | Champion                       | Championne                  |
| ------- | ----- | ------ | ------------------------------ | --------------------------- |
| 1re     | 2023  | Sydney | Jeffrey Dunne (J Attack) (AUS) | Rachael Gunn (Raygun) (AUS) |